# Dryad
Dryad az Amerikai Egyesült Államok északnyugati részén, Washington állam Lewis megyéjében elhelyezkedő önkormányzat nélküli település.
A települést Willam C. Albee javaslatára a Northern Pacific Railway vasúttársaság munkatársai nevezték el.

## Éghajlat
A település éghajlata mediterrán (a Köppen-skála szerint Csb).

## Fordítás
- Ez a szócikk részben vagy egészben  a   Dryad, Washington című angol Wikipédia-szócikk ezen változatának fordításán alapul.  Az eredeti cikk szerkesztőit annak laptörténete sorolja fel. Ez a jelzés csupán a megfogalmazás eredetét és a szerzői jogokat jelzi, nem szolgál a cikkben szereplő információk forrásmegjelöléseként.